# Øster Vrøgum
Øster Vrøgum – miasto w Danii, w regionie Dania Południowa, w gminie Varde.